# Karl Theodor Krafft

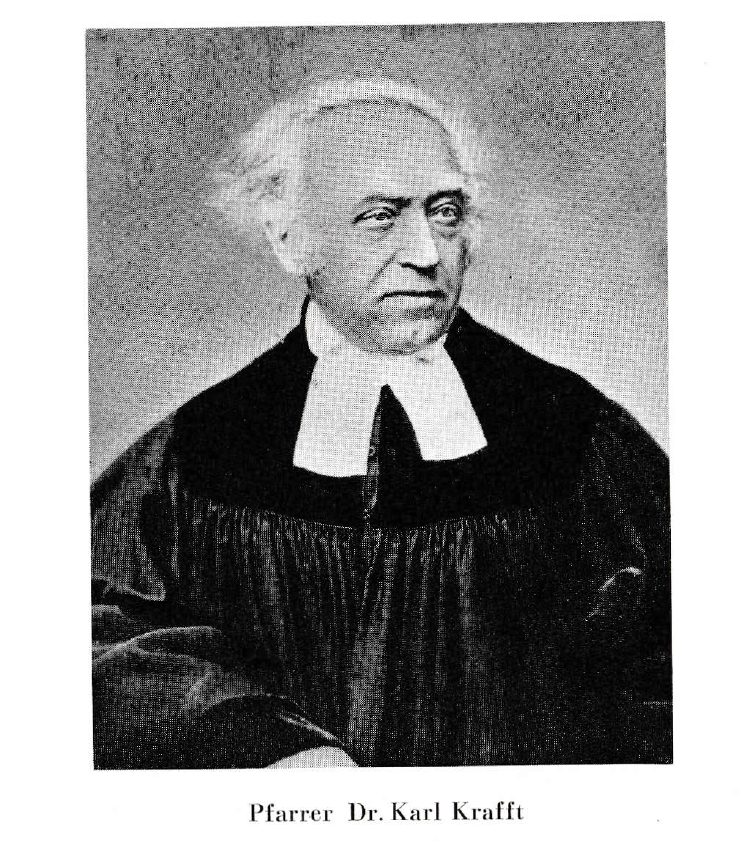
Karl Krafft

Karl Theodor Gustav Julius Krafft (* 4. Juli 1804 in Dinkelsbühl; † 9. Januar 1878 in Regensburg) war ein deutscher evangelischer Geistlicher und Kirchenrat.

## Leben
Karl Theodor Krafft wurde als jüngster Sohn des Schullehrers und Kantors Johann Peter Krafft und seiner Frau Regina Barbara geboren. Er wuchs in der Obhut eines cholerischen Vaters auf, der kleine Sünden schnell mit dem Rohrstock bestrafte. Von 1817 bis 1822 besuchte er das Gymnasium in Ansbach. Dort waren seine Lehrer unter anderem August Bomhard und Johann Adam Schäfer. Zunächst beabsichtigte Krafft, in München Klassische Philologie zu studieren, entschied sich dann aber für die Universität Erlangen, wo er auch Theologie studierte. Im Jahre 1826 legte er die Theologische Aufnahmeprüfung mit dem Prädikat „vorzüglich nahe“ ab. Im Jahre 1827 wurde er, mit 23 Jahren, als erster Lehrer der königl. Theresienanstalt in Ansbach angestellt. Im Jahr 1828 legte er auch die philologische Prüfung ab. Er beherrschte die Sprachen Chaldäisch, Syrisch, Arabisch, Latein und Griechisch. Weitere Sprachen, die Krafft sprechen konnte, waren Englisch, Französisch und Italienisch sowie Spanisch und Holländisch. Im Jahre 1829 wurde Karl Theodor Krafft mit dem Thema De historia veterum Aegyptiorum ex libris Vet. Test. eruenda zum Dr. phil. promoviert. Er war mit Anselm Feuerbach befreundet und korrespondierte unter anderem mit Ludwig Feuerbach, dem Orientalisten Heinrich Ewald, dem Rabbiner Abraham Geiger, mit Leopold Zunz, dem Begründer der „Wissenschaft des Judentums“, und mit Hans von Raumer. 1839 übernahm Karl Theodor Krafft die dritte Pfarrstelle in seiner Vaterstadt Dinkelsbühl.
Im Jahre 1846 trat Karl Theodor Krafft die Stelle als dritter Pfarrer an der Dreieinigkeitskirche in Regensburg an und wurde zugleich Waisenhausinspektor. Im Jahre 1859 wurde er erster Pfarrer der Neupfarrkirche in Regensburg. Zudem war er Lehrer an der „von Müllerschen Mädchenschule“.
Am 9. Januar 1878 verstarb Karl Theodor Krafft in Regensburg.

## Familie
Karl Theodor Krafft ist der Urgroßvater des Mathematikers Maximilian Krafft.

## Ehrungen
Im Jahre 1877 verlieh ihm die Stadt Regensburg die Ehrenbürgerschaft.

## Schriften
- Jüdische Sagen und Dichtungen, 1839.
- Dante Alighieris lyrische Gedichte und poetischer Briefwechsel. Text, Übersetzung und Erklärung, 1859.